# Ле-Тор
Ле-Тор (фр. Le Thor, окс. Lo Tòr) — коммуна во французском департаменте Воклюз региона Прованс — Альпы — Лазурный Берег. Относится к кантону Л’Иль-сюр-ла-Сорг.

## Географическое положение

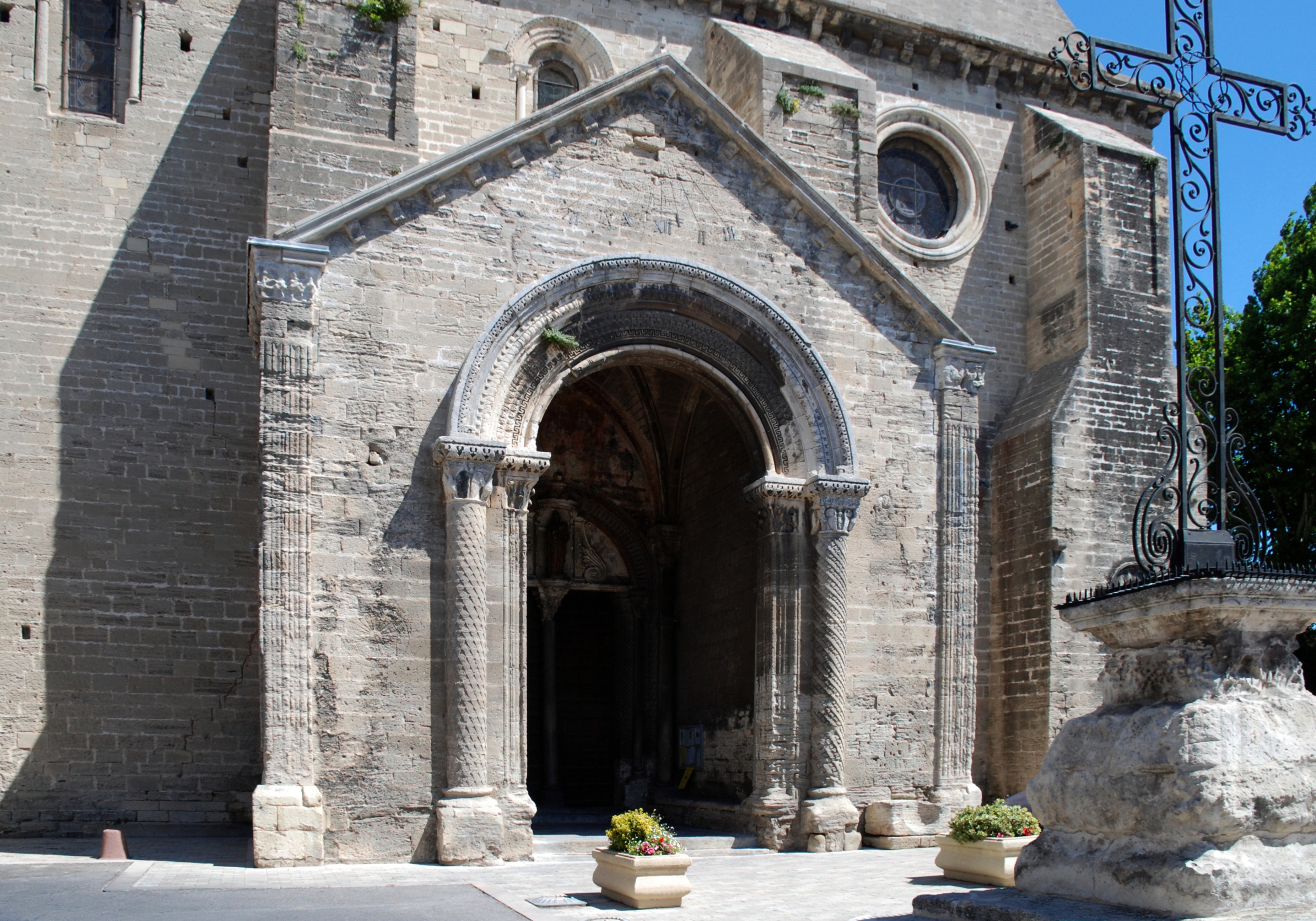
Ле-Тор. Церковь Нотр-Дам-дю-Лак

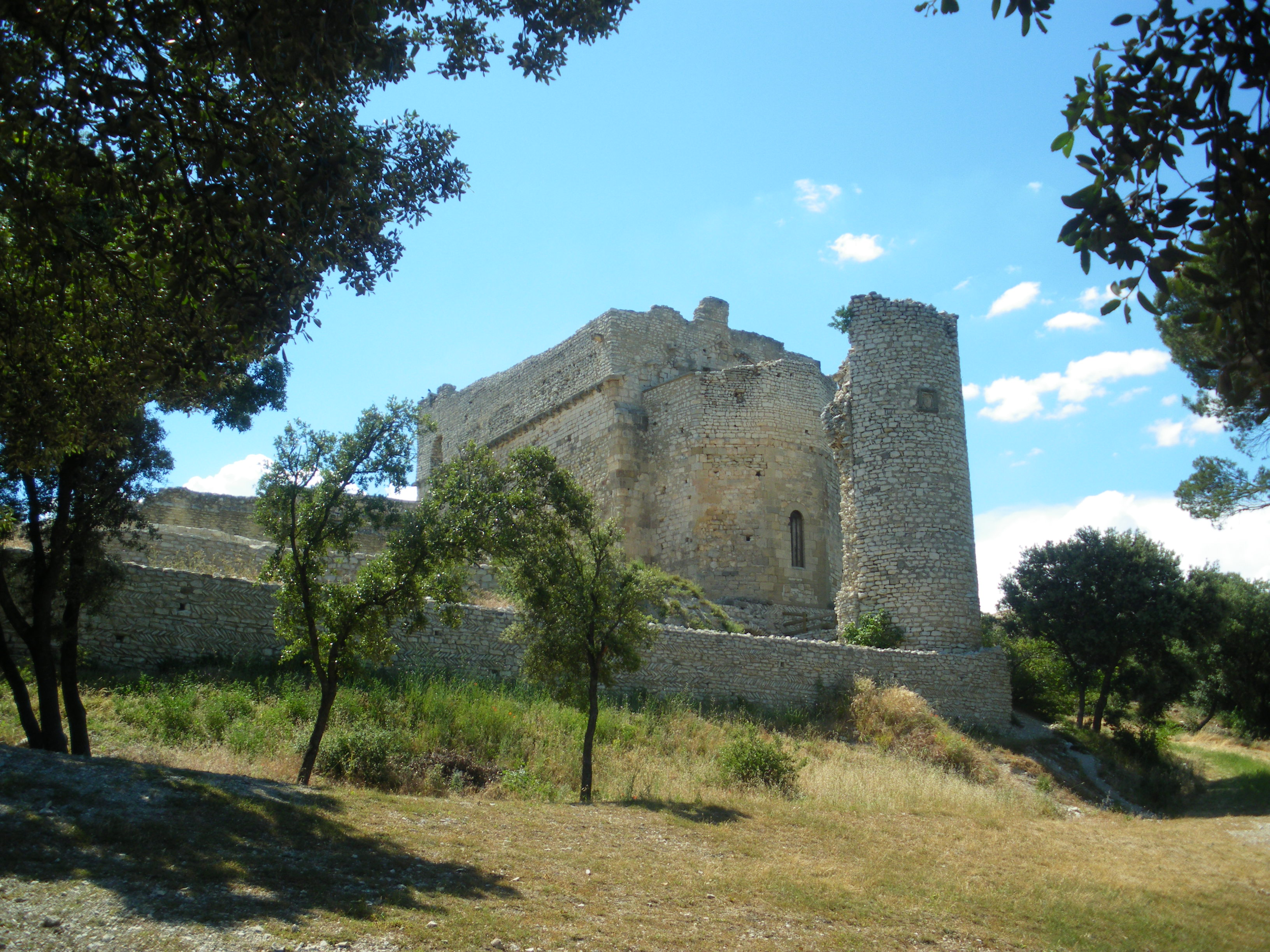
Замок де Тузон

Ле-Тор расположен в 15 км к востоку от Авиньона. Соседние коммуны: Веллерон на северо-востоке, Л’Иль-сюр-ла-Сорг на юго-востоке, Комон-сюр-Дюранс на юго-западе, Шатонёф-де-Гадань на западе, Жонкеретт и Сен-Сатюрнен-лез-Авиньон на северо-западе.

## Демография
Население коммуны на 2010 год составляло 8281 человек.
| 1962 | 1968 | 1975 | 1982 | 1990 | 1999 | 2010 |
| ---- | ---- | ---- | ---- | ---- | ---- | ---- |
| 3186 | 3470 | 4003 | 5023 | 5941 | 6630 | 8281 |

## Достопримечательности
- Замок дю Тор.
- Церковь Нотр-Дам-дю-Лак, XII век.
- Часовая башня, памятник истории.
- Ворота Нотр-Дам, XIX век.
- Замок де Тузон, старинный фортифицированный монастырь XI века.
- Гроты де Тузон, к северу от коммуны.

## Известные уроженцы
- Феликс Дево (фр. Félix Devaux; 1873—1921) — французский скульптор и архитектор.